# Kurt Lipp
Kurt Lipp (* 26. Juli 1935 in Wigoltingen) ist ein Schweizer Offizier (Divisionär).

## Leben
Lipp wurde 1956 zum Leutnant der Infanterie ernannt. 1982 wurde er Kommandant des St. Galler Auszugs-Infanterieregiments 33. Er war von 1983 bis 1989 Kommandant der Felddivision 7 und von 1990 bis 1995 Kommandant der Zentralschule (ZS), der Stabs- und Kommandantenschule der Schweizer Armee, in Luzern. Zusammen mit dem St. Galler Wirtschaftspädagogen Rolf Dubs konzipierte er Managerseminare an der ZS.
Er durchlief u. a. das Staff College Camberley und war in Deutschland und Schweden eingesetzt.
Kurt Lipp ist Ehrenmitglied der Schweizerischen Gesellschaft für militärhistorische Studienreisen.